# 東納庫
東納庫（ひがしなぐら）は、愛知県北設楽郡設楽町の大字。

## 地理
設楽町の北東部に位置する。
小字が設置されているが丁目は設定されていない。

### 山岳
- 大野山
- 古町高山
- 碁盤石山

### 河川
- タコウズ川

### 小字
| - 字青木沢（あおきざわ） - 字アケミ（あけみ） - 字足丁（あしちょう） - 字石神（いしがみ） - 字石ノ津（いしのづ） - 字石原瀬（いしはらぜ） - 字石原（いしはら） - 字井堰（いせき） - 字市ケ久保（いちがくぼ） - 字稲場（いなば） - 字イナバ（いなば） - 字井ノ口（いのくち） - 字猪ノ沢（いのさわ） - 字疣石（いぼいし） - 字イリボラ（いりぼら） - 字岩クラ（いわくら） - 字岩タケ（いわたけ） - 字上ノ平（うえのたいら） - 字上ノ山（うえのやま） - 字牛ノ子（うしのこ） - 字内野山（うちのやま） - 字内堀（うちぼり） - 字ウバヤシキ（うばやしき） - 字上貝津（うわがいつ） - 字大久吾（おおくご） - 字大久保（おおくぼ） - 字大栗（おおくり） - 字大桑（おおくわ） - 字大平（おおだいら） | - 字大滝山（おおたきやま） - 字大野山（おおのざん） - 字オオヒラ（おおひら） - 字大ビラ（おおびら） - 字ヲトシ山（おとしやま） - 字川宇連山（かうれやま） - 字鐘鋳場（かねいば） - 字上入洞（かみいりぼら） - 字上飛田（かみとびた） - 字川向（かわむかい） - 字狐穴（きつねあな） - 字久杤（くとち） - 字久保田（くぼた） - 字窪（くぼ） - 字熊之前（くまのまえ） - 字蔵ノ下（くらのした） - 字桑平（くわだいら） - 字コヲヤ作（こおやづくり） - 字コシゴイ（こしごい） - 字小鷹山（こたかやま） - 字五反田（ごたんだ） - 字塞勝（さいかち） - 字坂下（さかした） - 字地蔵下（じぞうした） - 字地蔵（じぞう） - 字下林（したばやし） - 字下中田（しもなかだ） - 字下広見（しもひろみ） - 字下前山（しもまえやま） | - 字城下（しろした） - 字城山（しろやま） - 字スゲ沢山（すげさわやま） - 字スミ川口（すみかわぐち） - 字狭橋（せばし） - 字狭石（せまいし） - 字高根（たかね） - 字竹ノ花（たけのはな） - 字竹屋敷（たけやしき） - 字田ノ口（たのくち） - 字段戸（だんど） - 字長ハイ（ちょうはい） - 字千代畑（ちよばた） - 字栂立（つがだち） - 字塚ノ本（つかのもと） - 字出郷（でごう） - 字寺狭間（てらはざま） - 字寺本（てらもと） - 字堂ケ平（どうがひら） - 字東作り（とうづくり） - 字藤八（とうはち） - 字堂羽根（どうばね） - 字トチダ（とちだ） - 字飛田（とびた） - 字鳥居下（とりいした） - 字酉ノ山（とりのやま） - 字中長（なかおさ） - 字長尾（ながお） - 字中切（なかぎり） | - 字長沢（ながさわ） - 字中島（なかじま） - 字ナカダ（なかだ） - 字中田（なかだ） - 字長トロ（ながとろ） - 字ナガ子（ながね） - 字中ノ切（なかのきり） - 字仲道（なかみち） - 字泙ノ本（なぎのもと） - 字畷下西（なわてしたにし） - 字畷下（なわてした） - 字西平（にしだいら） - 字西畑（にしばた） - 字沼（ぬま） - 字ネギ田（ねぎだ） - 字根道（ねみち） - 字軒山（のきやま） - 字登り（のぼり） - 字浜居城（はまいじょう） - 字東（ひがし） - 字兵庫（ひょうご） - 字吹上（ふきあげ） - 字福島（ふくじま） - 字船石（ふないし） - 字古松（ふるまつ） - 字本谷口（ほんたにぐち） - 字本洞（ほんぼら） - 字マエダ（まえだ） | - 字前田（まえだ） - 字前（まえ） - 字蒔ケ坪（まきがつぼ） - 字松倉（まつくら） - 字松葉（まつば） - 字松本（まつもと） - 字松山（まつやま） - 字丸沢（まるさわ） - 字丸根（まるね） - 字道合（みちあい） - 字道上（みちうえ） - 字道間（みちま） - 字峰（みね） - 字宮ノ前（みやのまえ） - 字ムカイダ（むかいだ） - 字ムカイ山（むかいやま） - 字向山（むかいやま） - 字向井（むかい） - 字麦田（むぎた） - 字森ノ脇（もりのわき） - 字社脇（やしろわき） - 字弥代（やしろ） - 字薮下（やぶした） - 字山田（やまだ） - 字横手（よこて） - 字横山（よこやま） - 字若林（わかばやし） - 字ワナバ（わなば） |

## 歴史
北設楽郡東納庫村を前身とする。
1878年に現在の東納庫、西納庫域に当たる清水村、川口村、貝津田村、湯谷村、久原村、松本村、寺脇村、神子谷下村、市ノ瀬村、社脇村、万場村、猪之沢村、大久保村、大桑村、大平村、宇連村が合併し、納庫村となる。 
1885年、納庫村が東納庫村と西納庫村に分立する。
1889年10月1日、東納庫村と西納庫村が合併し、名倉村となる。同日、東納庫村廃止。
1890年には名倉村、大名倉村、川向村が合併した。
1956年、田口町、段嶺村、名倉村、振草村の一部が合併し、設楽町となった。

## 世帯数と人口
2015年（平成27年）10月1日現在の世帯数と人口は以下の通りである。
| 大字   | 世帯数  | 人口  |
| ------ | ------- | ----- |
| 東納庫 | 221世帯 | 661人 |

### 人口の変遷
国勢調査による人口の推移
| 1995年（平成7年）  | 755人 | [ 6 ] |  |
| 2000年（平成12年） | 767人 | [ 7 ] |  |
| 2005年（平成17年） | 728人 | [ 8 ] |  |
| 2010年（平成22年） | 680人 | [ 9 ] |  |
| 2015年（平成27年） | 661人 | [ 2 ] |  |

## 施設
- 名倉郵便局
- 設楽町立名倉小学校
- 名倉カントリークラブ
- 有限会社中屋ガソリン
- 設楽福祉村キラリンとーぷ
- 焼肉まるきん設楽店
- 大蔵寺

## 交通
道路
- 国道257号
- 愛知県道33号瀬戸設楽線

路線バス
- おでかけ北設[10]
  - 基幹バス
    - 4 - 設楽町営バス稲武線
      - 峠（川向） - 名大設楽前 - 名倉大桑 - 名倉局前 - 下林 - 名倉小学校前 - 湯谷（西納庫）

  - 支線バス
    - S1 - 宇連長江線
      - 大名倉（大名倉） - 清流公園前 - 岩岳 - 設楽宇連

## その他

### 日本郵便
- 郵便番号 : 441-2432[3]（集配局：設楽郵便局[11]）。

## 参考資料
- 「角川日本地名大辞典」編纂委員会 編『角川日本地名大辞典 23 愛知県』角川書店、1989年3月8日。ISBN 4-04-001230-5。
- 有限会社平凡社地方資料センター 編『日本歴史地名体系第23巻 愛知県の地名』平凡社、1981年。ISBN 4-582-49023-9。